# The Prospector's Legacy
The Prospector's Legacy è un cortometraggio muto del 1912 diretto da Gilbert M. 'Broncho Billy' Anderson (non confermato).

## Produzione
Il film fu prodotto dall'Essanay Film Manufacturing Company. Venne girato a San Rafael, in California.

## Distribuzione
Distribuito dalla General Film Company, il film - un cortometraggio di una bobina - uscì nelle sale cinematografiche statunitensi il 17 febbraio  1912.